# Anita Cruchten
Anita Cruchten (* 1972) ist eine deutsche Crosslauf-Sommerbiathletin.
Anita Cruchten vom Schützengau Vilshofen gewann bei den Deutschen Meisterschaften im Sommerbiathlon 2008 in Bayerisch Eisenstein nach der Silbermedaille hinter Nicole Kneller im Luftgewehr-Sprint mit Tanja Rosshuber und Barbara Pointner als Staffel Bayern I den Titel im Wettbewerb der Luftgewehr-Staffeln. Ein Jahr später konnte sie in Zinnwald erneut in der Vorjahresbesetzung den Staffeltitel gewinnen und verwies zudem im Sprint Kneller nun auf den zweiten Platz.

## Belege
1. ↑  schuetzengau-vilshofen.de/Bildergalerie (Seite nicht mehr abrufbar. Suche in Webarchiven)

| Personendaten    | Personendaten                       |
| ---------------- | ----------------------------------- |
| NAME             | Cruchten, Anita                     |
| KURZBESCHREIBUNG | deutsche Crosslauf-Sommerbiathletin |
| GEBURTSDATUM     | 1972                                |